# Franz Albert Seyn
Franz Albert Alexandrovič Seyn (Vicebsk, 4 settembre 1877 – Pietrogrado, 1918) è stato un militare russo, governatore generale della Finlandia.
Prima di diventare governatore generale, Seyn fu ufficiale di stato maggiore nel distretto militare della Finlandia e luogotenente del governatore generale. L'incarico gli venne affidato direttamente dal primo ministro Stolypin, che desiderava intensamente un forte esecutore dell'abolizione dello statuto speciale finlandese all'interno dell'Impero. Seyn contribuì alla russificazione della Finlandia, percorrendo le orme del suo predecessore assassinato nel 1904, il governatore generale Nikolaj Ivanovič Bobrikov. L'autonomia finlandese fu ulteriormente limitata, e le leggi approvate nel 1908 e nel 1910 alla Duma, invece che nella Dieta finlandese, diedero diritto di fare leggi concernenti il Gran ducato di Finlandia.
Dopo la Rivoluzione di febbraio, il Governo provvisorio russo arrestò Seyn il 16 marzo 1917, e lo portò a San Pietroburgo, dove fu apparentemente ucciso l'anno seguente.

## La carriera militare
Seyn è nato nella regione di Vitebsk, nell'attuale Bielorussia. La famiglia del padre era un in origine una famiglia nobile di religione luterana, di etnia tedesca del Baltico. Seyen entrò in servizio nel 1879, dopo un periodo di formazione in accademia. Dopo tre anni di formazione, Seyn fu assegnato come luogotenente in Caucaso. Promosso al grado di tenente, entrò nell'Accademia navale Nikolaev, e dopo altri quattro anni di formazione fu assegnato come ufficiale di stato maggiore a Kiev. Nel 1890 fu trasferito ad Helsinki, in Finlandia, dove fu promosso capitano. Fu quindi trasferito nel reggimento di fanteria del Krasnojark, e successivamente, nel 1895, ritornò in Finlandia, per essere promosso a tenente-colonnello. Nel 1899 fu promosso colonnello.